# Dayseeker
Dayseeker es una banda estadounidense de post-hardcore formada en Orange, California. El grupo está formado por el vocalista Rory Rodríguez, el guitarrista Gino Sgambelluri, el bajista Ramone Valerio y el baterista Zac Mayfield. Actualmente la banda firma para Spinefarm Records.

## Historia

### Formación y primer álbumWhat It Means to Be Defeated
La banda fue formada en 2012 por el vocalista Rory Rodríguez, los guitarristas Alex Polk y Gio Sgambelluri, el bajista Andrew Sharp y el baterista Mike Karle. Rory Rodríguez y Alex Polk eran miembros de una banda llamada Arms Like Yours antes de formar Dayseeker.
La banda lanzó un EP sin título en 2013, que incluye las canciones "What It Means to Be Defeated", "Collision", "Survive and Resurrect" que luego fueron regrabadas en su primer álbum de estudio, así como dos canciones sin título. El 7 de julio de 2013, la banda firmó con inVogue Records, donde la banda lanzó en 29 de octubre de 2013 su álbum debut "What It Means to Be Defeated".

### Origin
El 9 de marzo de 2015 se anunció que el álbum "Origin" estaba programado para su lanzamiento el 21 de abril de 2015. La carátula de "Jealous"  fue originalmente realizada por Nick Jonas. 
El 23 de diciembre de 2014, la banda anunció que estarían siendo parte de la gira de Hawthorne Heights entre marzo y abril de 2015. Después de esa gira la banda compartiría escenario con Silent Planet entre abril y mayo de 2015 para promocionar su nuevo álbum.

### Dreaming Is Sinking /// Waking Is Rising
Los miembros de la banda Alex Polk y Andrew Sharp dejaron la banda en la primavera de 2016. Shawn Yates, exmiembro de At the Skylines, fue el nuevo guitarrista. El 15 de diciembre de 2016, la banda anunció su salida de InVogue Records y que habían firmado con Spinefarm Records. Poco después, anunciaron una gira por Estados Unidos con Silent Planet, junto con Ghost Key y Hail the Sun, que comenzó en febrero de 2017. Un año después del lanzamiento de Origin, Dayseeker anunció un nuevo álbum de estudio que se lanzará en 2017. El tercer álbum, Dreaming Is Sinking /// Waking Is Rising, fue lanzado por Spinefarm el 14 de julio de 2017.

## Miembros
| Miembros actuales - Rory Rodríguez – voz principal (2012–presente) - Gino Sgambelluri – guitarra (2012–presente) - Ramone Valerio – bajo (2017–presente) - Mike Karle – batería (2012–presente) | Antiguos miembros - Matt Steenstra – guitarra (2012) - Andrew Sharp – bajo (2012–2014) - Alex Polk – guitarra (2012–2016) - Shawn Yates – guitarra (2016–2018) |

Línea del tiempo

## Discografía

### EP
- 2013 – "Untitled"

### Álbum de estudio
| Título                                   | Detalle del álbum                                                                                        | Posición de peak chart | Posición de peak chart |
| Título                                   | Detalle del álbum                                                                                        | US                     | US Heat                |
| ---------------------------------------- | --- | ---------------------- | ---------------------- |
| What It Means to Be Defeated             | - Lanzamiento: 10 de mayo de 2013 - Discografía: inVogue Records - Formato: CD, descarga digital         | –                      | –                      |
| Origin                                   | - Lanzamiento: 21 de abril de 2015 - Discografía: inVogue Records - Formato: CD, descarga digital        | –                      | 20                     |
| Dreaming Is Sinking /// Waking Is Rising | - Lanzamiento: 14 de julio de 2017 - Discografía: Spinefarm Records - Formato: CD, descarga digital      | –                      | –                      |
| Sleeptalk                                | - Lanzamiento: 27 de septiembre de 2019 - Discografía: Spinefarm Records - Formato: CD, descarga digital | –                      | –                      |
| Dark Sun                                 | - Lanzamiento: 4 de noviembre de 2022 - Discografía: Spinefarm Records - Formato: CD, descarga digital   | –                      | –                      |
| Creature in the Black Night              | - Lanzamiento: 24 de octubre de 2025 - Discografía: Spinefarm Records - Formato: CD, descarga digital    | –                      | –                      |